# 中国の陶磁器のある静物
『中国の陶磁器のある静物』（ちゅうごくのとうじきのあるせいぶつ、独: Stillleben mit chinesischer Porzellandose, 英: Still-Life with Chinese Porcelain Bowl）は、オランダ絵画黄金時代の画家ウィレム・カルフが1662年にキャンバス上に油彩で制作した絵画である。画面下部左側に「W KALF 1662」という画家の署名と制作年が記されている。作品は1899年にパリで購入され、現在、ベルリン絵画館に所蔵されている。

## 作品
ウィレム・カルフは、17世紀オランダを代表する静物画家のうちに数えられる。彼は暗い背景の中に高価な品々を完璧に配置し、それらの品々を強い光の反射により暗い背景から浮かび上がらせる。壺、皿、グラス、金や銀、ピューター製の杯などは富裕なブルジョワ階級にとって人気の、名誉となる品々であった。加えて、繁栄する貿易を通してオランダにもたらされた中国の陶磁器、貝殻、柑橘類など、遠くの国々からの異国情緒ある品々には格別の価値が与えられ、カルフはそれらを非常な技巧で表現した。彼の静物画は、オランダ語で「プロンク・スティルレーフェン」(誇示または華美の静物) と呼ばれる。

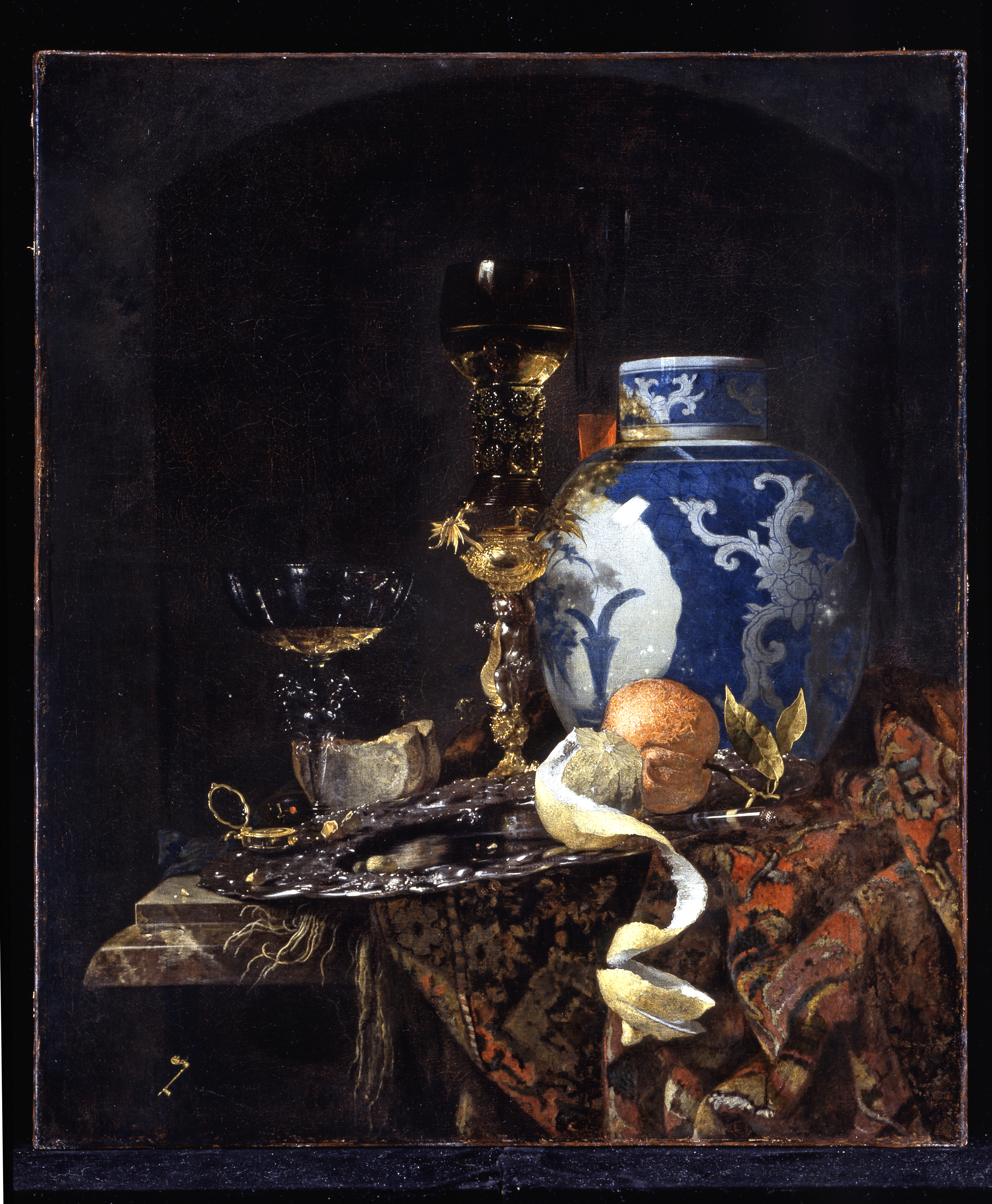
ウィレム・カルフ『中国の陶磁器の壺がある静物』 (1669年)、インディアナポリス美術館

本作の場面は『中国の陶磁器の壺がある静物』 (インディアナポリス美術館) のようにペルシア絨毯の掛けられた大理石のテーブル上に設定されており、カルフが特別な価値のある品々に対して感じた大いなる魅惑を示している。彼ほど、中国の陶磁器に献身し、それを忠実に再現したオランダの静物画家はいない。巧みに配置されたハイライトと光の反射により、カルフは陶磁器の脆弱性、繊細性、透明性を伝えている。この絵画に登場する中国の陶磁器は、おそらく明朝時代のものである。表面に描かれている人物は道教の八仙として特定されており、蓋の把手は唐獅子となっている。
中国の陶磁器の横には、3種類のグラスが描かれている。画面の中央軸としての役割を担う背の高いフルートグラス、左側のベネチアングラス、そして右側の大きなレーマーグラスである。これらに加えて、螺旋状に剥かれた皮が垂れ下がっているレモン、オレンジ、銀皿上にあるメノウの柄のついた小さなナイフ (おそらくアムステルダムで作られたもの) 、そして時を刻む懐中時計 (左側) が画面を満たしている。ここに登場する品々のほとんどは、カルフのほかの作品中に何度か登場するものである。ほかの静物画家同様、カルフは、特定の事物を異なる配置で繰り返し描いている。